# 大諾沃西爾卡
大诺沃西尔卡（羅馬化：Velyka Novosilka），或按俄语名译为大诺沃肖尔卡，是乌克兰東部頓涅茨克州沃爾諾瓦哈區大諾沃西爾卡市鎮的鎮，为该市镇的行政中心，亦曾為大諾沃西爾卡區於2020年被撤消前的行政中心（实际统治该地的俄罗斯顿涅茨克人民共和国则仍保留该行政区划）。該鎮處於卡什拉哈奇河口，始建於1779年，面積9.385平方公里，海拔高度106米，2013年人口6,766，人口密度每平方公里721人。

## 俄罗斯入侵乌克兰
在2022年，該鎮剛位於俄乌战争的前線，因此飽受俄軍導彈的襲擊。2023年6月末至9月初，此地是2023年烏克蘭反攻主要軸線之一。2024年，俄羅斯武裝部隊在此處奪回此前烏軍反攻大部分領土。2024年10月末，烏軍在南顿涅茨克戰線隨武赫萊達爾淪陷持續惡化，大諾沃西爾卡成俄軍在此處軍事行動主要目標。2025年1月，俄羅斯軍隊聲稱佔領該鎮南部的Neskuchne，這也意味烏克蘭武裝部隊丟失2023年烏克蘭反攻在大諾沃西爾卡戰線的所有村莊。數日後，俄羅斯武裝部隊佔領該市的門戶Vremivka。1月20日，不少親俄消息來源指出俄軍已將該鎮一分為二，也指出該鎮南部烏軍已遭包圍。1月25日俄羅斯軍隊在大諾沃西爾卡升起了更多旗幟，顯示向東北部的紮里奇納街推進，並佔領了定居點北部和東北部的農田。地理定位影片顯示，俄羅斯軍隊已控制了大諾沃西爾卡72%的地區。1月26日，親烏消息來源DeepStateMap.Live顯示該鎮除東北部少部分房屋以外，其餘幾乎被俄軍控制。1月27日，俄羅斯國防部宣布佔領該鎮。烏克蘭第110機械化旅承認部分部隊大諾沃西爾卡從撤出，以避免被包圍。

## 備注
1. ↑  又譯為韦利卡诺沃西尔卡[3]、大新锡尔卡[4]或大新西爾卡[5]
2. ↑  俄语：，羅馬化：Velikaya Novosyolka